# Ула (річка)
Ула, у верхній течії має назву Пеляса (біл. Пеляса, Ула, лит. Ūla) — річка на північному заході Білорусі та півдні Литви. Ліва притока Мяркіса, належить до басейну Балтійського моря.
Етимологія її основної назви має кілька тлумачень. Згідно першого, в її основі лежить праіндоєвропейський корінь *aul-, що означає «довгаста порожнина», «трубка». Згідно з цією версією також можливе пізніше походження від грец. αύλών — «порожнина», «долина». За другим припущенням, назва річки походить від іншого праіндоєвропейського кореня *av-, що перекладається як «джерело», «потік». За третьою версією, назва Ули походить від імені людини.

## Опис

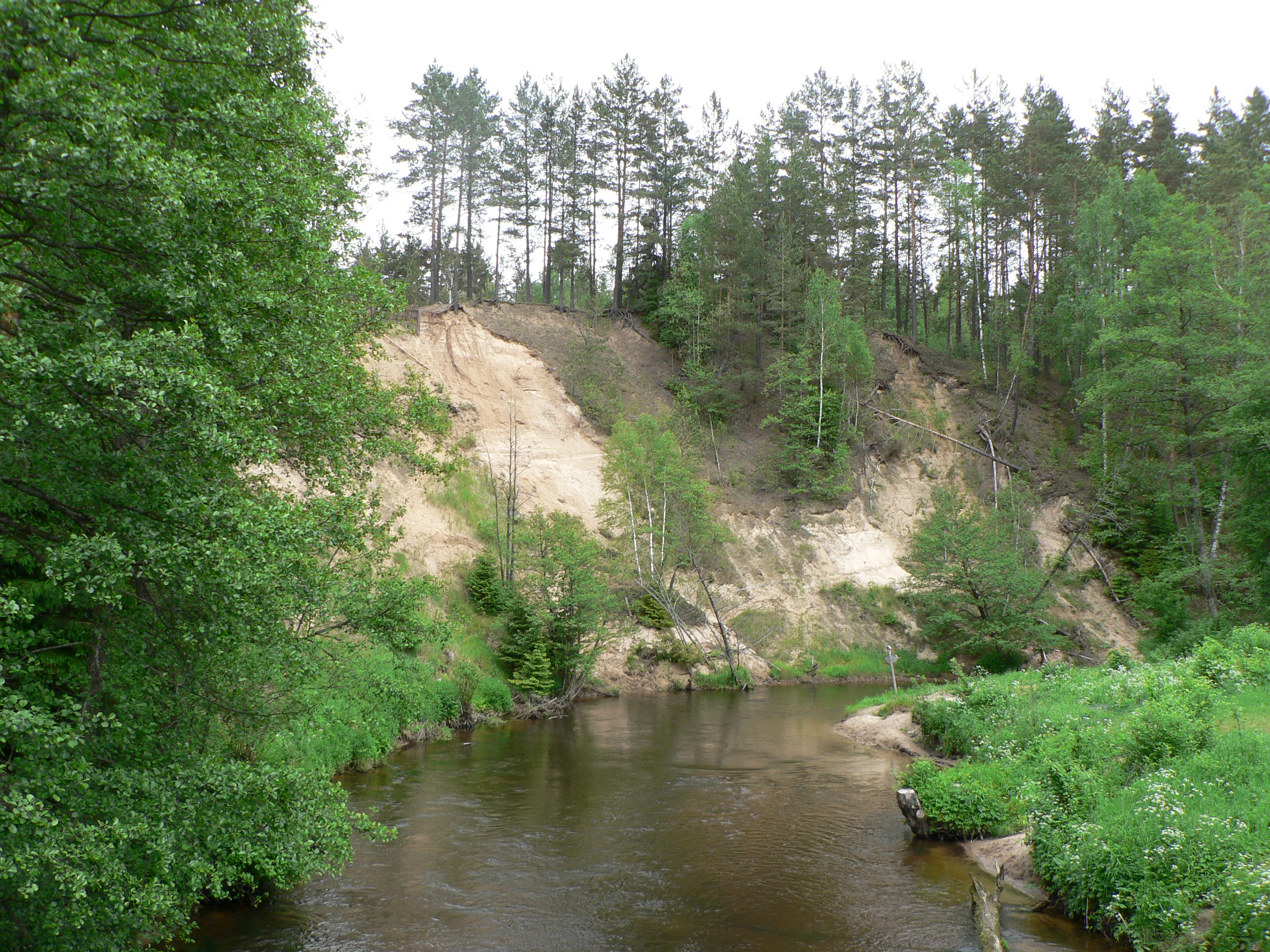
Дюни на березі Ули.

Загальна довжина Ули складає 84 км. Площа басейну становить 753 км², причому уся водозбірна територія лежить в межах Білорусі й Литви. Похил у межах Литви коливається від 45 до 104 см/км, а в середньому становить 52 см/км. Заміри у селі Зярвінос показали, що середня витрата води в річці складає 5,58 м³/с, найменша зафіксована становила 0,13 м³/с, а найбільша — 106 м³/с. Живлення цієї річки змішане: ґрунтове, дощове і снігове, однак основна частина водозбору формується саме підземними водами. Переважно ґрунтовим живленням пояснюються незначні перепади стоку за порами року: на весну припадає 39 % річного стоку, на літо й осінь по 20 %, на зиму 21 %. Крім того, здебільшого ґрунтове живлення обумовлює нетипову для рівнинних річок особливість Ули: її води доволі холодні навіть влітку. В минулому це створювало сприятливі умови для розвитку молоді лосося й струмкового пструга, які заходили до Ули на нерест. Однак побудова в XX столітті гідроелектростанції поблизу Каунаса створила перепону на нерестовому шляху риби, тому наразі лососеві в ній представлений лише однією осілою формою — пстругом.

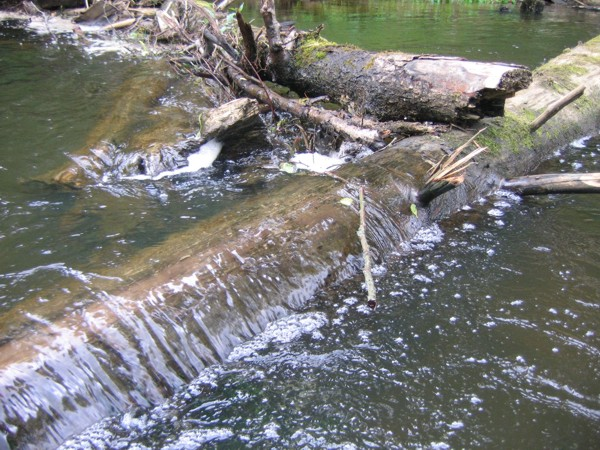
Повалені дерева грають роль природних міні-гребель.

Ула починається на теренах Білорусі поблизу села Пеляса злиттям двох річок — Провожі й Лучки. Вона тече на північний захід протягом 20 км по території Білорусі, ще близько 4 км її річище йде уздовж білорусько-литовського кордону, далі 61 км її довжини пролягає по теренам Литви. Від витоку і до села Дубічяй ця річка називається Пеляса. На півдні Литви впадає до Мяркіса трохи нижче села Пауляй (ліва притока). Ула належить до річок рівнинного типу. Вона має звивисте річище у середній і нижній течії завширшки 10—15 м. Річище Ули утворює багато меандрів. Попри це, його вигини не надто сповільнюють течію річки — на Улі подекуди можна спостерігати вири. На всьому протязі річка тече переважно лісистою місцевістю, тому її береги вкриті здебільшого різними породами дерев: звичайною сосною, європейською ялиною, чорною вільхою, повислою березою тощо. Часто її річище перетинають повалені стовбури. Долина Ули неширока, у верхній течії зайнята невеликими за площею торфовими луками. Нижче села Зярвінос річка перетинає ділянку із континентальними піщаними дюнами, тому тут її долина різко звужується, береги стають крутими, а урвища сягають висоти 5—8 м. У низов'ях Ула протікає над мореною, через що в цій місцевості на її дні багато каміння.

## Притоки
Ула вбирає в себе води дев'ятьох малих річок, більшість з яких схожі на широкі лісові струмки. Серед її приток такі:
- праві — Нача, Канявеле, Мажупіс, Уосупіс, Сеничя, Ішрюгініс;
- ліві — Котра, Линюпіс, Паулініс.

## Господарське використання
У 1553 році на Улі збудували греблю задля потреб місцевого ливарного цеху і монетного двору. Гребля була зруйнована весняним паводком у 1841 році, а відновлена лише в 1976. Руйнація греблі призвела до частково осушення болота Чяпкяляй, розташованого у басейні Ули вище за течією. Луки у долині річки використовують як сіножаті і пасовища. В XXI столітті через низьку щільність населення води річки інтенсивно не експлуатуються: з гідротехнічних споруд на ній зведено понад десяток невеликих мостів. Ведеться аматорський лов пструга.

### Туристичні об'єкти

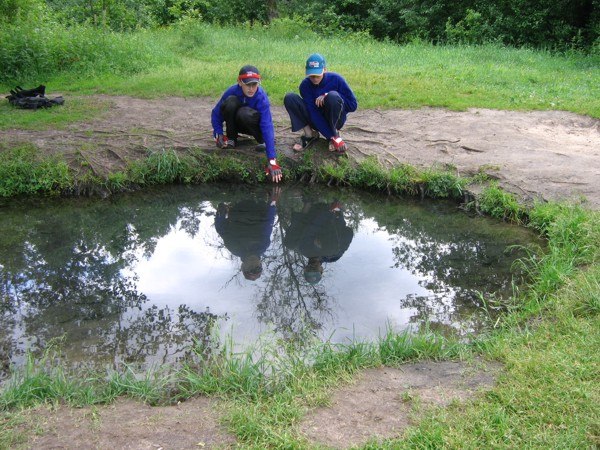
Джерело Око Ули.

У Варенському районі Литви в долині Ули розташовані дві супутні водойми: невелике однойменне озеро та джерело Око Ули. Стосовно озера гідрологи не дійшли спільної думки. Одні припускають, що Ула протікає через нього, тому озеро фактично є розширенням її річища, інші вважають, що Ула огинає озеро, тому воно є окремою водоймою. Джерело Око Ули вирізняється дуже прозорою, м'якою водою магніє-кальцієво-бікарбонатного типу. Піднімаючись з глибших водоносних горизонтів, струмінь «вивергає» цівки піску. Як цікавий гідрологічний об'єкт із слабомінералізованою цілющою водою Око Ули оголошено пам'яткою природи.
Близько 25 км річища Ули протікає через Дзукійський національний парк, в якому можна натрапити на рідкісні види рослин, включно із занесеними до Червоної книги Литви справжніми зозулиними черевичками. Окремою пам'яткою природи в межах парку оголошено Зярвіноський дуб. Цей велетень разом із ще 24-ма старими охоронюваними соснами несе на своєму стовбурі сліди давнього промислу — бортництва. Ця галузь бджолярства, в якій замість вуликів для розведення бджіл використовували дупла дерев, сьогодні майже щезла. На південному сході від Зярвіноса на високому лівому березі Ули розташований Павільніський регіональний парк, в якому охороняються унікальні ландшафти: річка Павільніс із суфозійною долиною. Крім того, навколо Ули знайдені сліди поселень кам'яної доби.
Сама річка з мальовничими береговими пейзажами, крутими поворотами, швидкою течією, вирами та поваленими деревами також приваблива для туристів. Сплав по ній можливий цілорічно на байдарках і каяках. Клас складності річки оцінюють як ZW (WW 1+), що дозволяє сплавлятись по ній навіть початківцям.